# Cecidomyza pictiventris
Cecidomyza pictiventris är en tvåvingeart som först beskrevs av Zetterstedt 1850.  Cecidomyza pictiventris ingår i släktet Cecidomyza och familjen gallmyggor.
Artens utbredningsområde är Sverige. Inga underarter finns listade i Catalogue of Life.